# Grabowo (powiat Kolneński)
Grabowo is een dorp in het Poolse woiwodschap Podlachië, in het district Kolneński. De plaats maakt deel uit van de gemeente Grabowo en telt 800 inwoners.

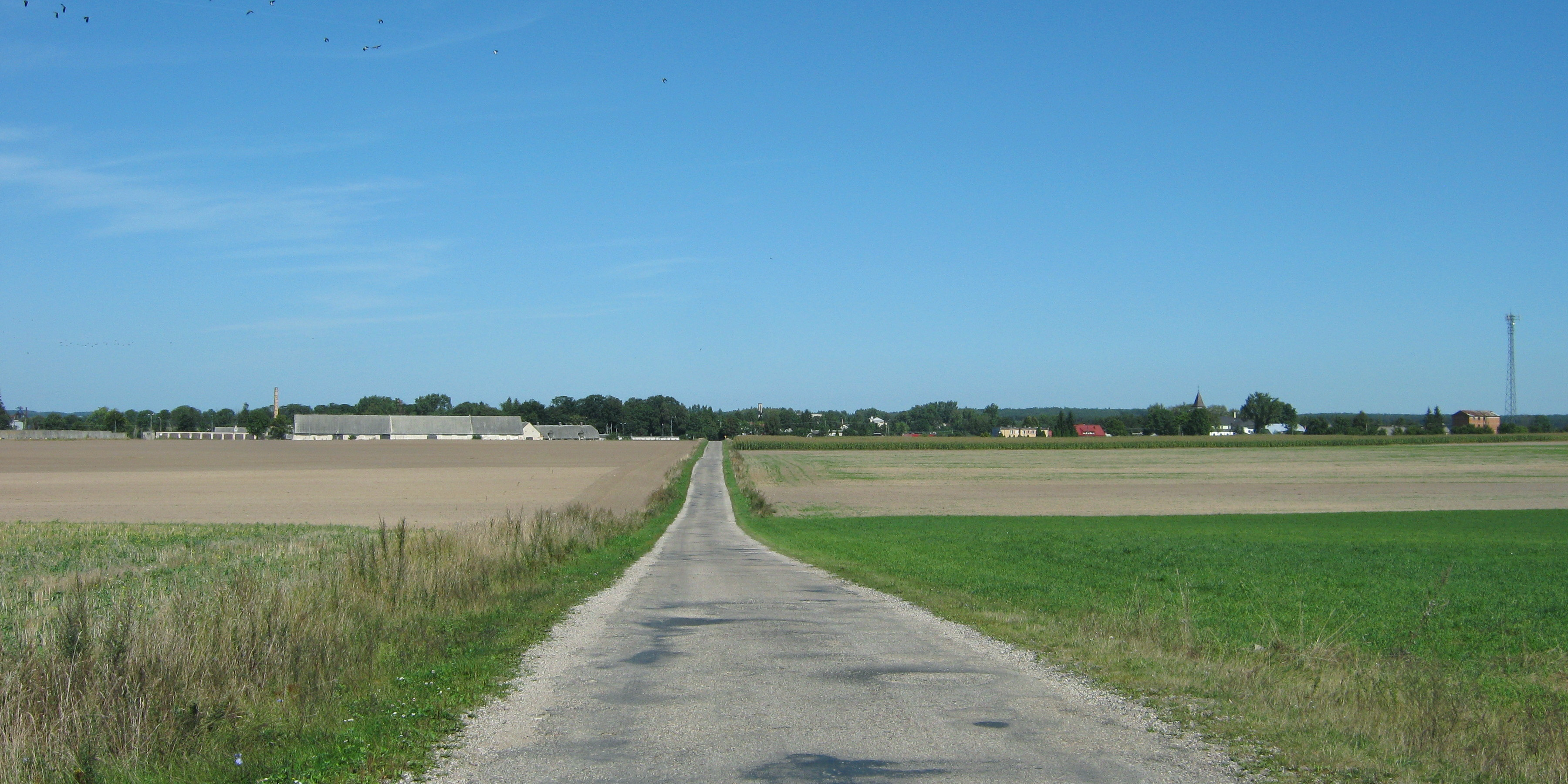
Grabowo